# تور ساجين
تور ساجين (بالنرويجية البوكمول: Tore Sagen)‏ هو مقدم تلفزيوني وممثل نرويجي، ولد في 7 نوفمبر 1980 بأوسلو في النرويج.

## وصلات خارجية
- تور ساجين على موقع IMDb (الإنجليزية)
- تور ساجين على موقع قاعدة بيانات الفيلم (الإنجليزية)